# آچه
آچه (به آچه‌ای: Acèh) یکی از استان‌های کشور اندونزی است که در نوک شمالی جزیرهٔ سوماترا واقع شده‌است.

## نامگذاری
نام کامل این استان از سال ۱۹۵۹ تا سال ۲۰۰۱ «دائراه ایستیموا آچه»، از سال ۲۰۰۱ تا سال ۲۰۰۹ «نانگگروئه آچه دارالسلام» و از سال ۲۰۰۹ به بعد، «آچه» بوده‌است.

## مذهب
بیش‌ترین سهم مسلمانان در سطح کشور در آچه بوده و این استان توسط قوانین اسلامی اداره می‌شود.
پیش‌تر این منطقه با عناوین مختلفی نظیر «آچه»، «آتجه» و «آچین» شناخته می‌شده‌است.